# Сага о Возвышении
Сага о Возвышении (англ. Uplift Universe) — фантастический цикл американского писателя Дэвида Брина, принёсший ему известность. В настоящее время в цикл входит 6 романов и 3 рассказа. По мотивам цикла были выпущены настольная игра и энциклопедия.

## История создания
В 1980 году вышел первый роман Брина — «Прыжок в Солнце», которым был начат цикл «Сага о Возвышении» (англ. Uplift Universe). В 1981 году роман был номинирован на премию «Локус». А уже следующий роман, «Звёздный прилив», опубликованный в 1983 году, получил все три главные американские премии в области фантастики («Хьюго», «Небьюлу» и «Локус») и принёс своему автору известность. В отличие от многих других произведений жанра «космическая опера», роман отличался глубокой продуманностью и сложностью схемы построения галактики и взаимодействия населяющих её рас. Основу сюжета составляет конфликт между «старыми» расами и молодой (по галактическим меркам) расой людей. В своих романах Брин ввёл понятие Возвышения (англ. Uplift) — процесса, благодаря которому неразумные расы получают разум от своих наставников.
Успех романа «Звёздный прилив» был закреплён выходом третьего романа цикла — «Война за Возвышение» (1987 год), получившего премии «Хьюго» и «Локус». Спустя восемь лет автор вернулся к циклу, написав вторую трилогию, в которую вошли романы «Риф яркости» (1995 год), «Берег бесконечности» (1996 год) и «Небесные просторы» (1997 год), а также повесть «Искушение» (1999 год). Однако успех романов первой трилогии повторить не удалось. Позже по мотивам цикла была создана настольная игра.

## Сюжет
Действие цикла происходит в будущем. Человечество вышло в космос, произошёл контакт с другими цивилизациями. Выяснилось, что во Вселенной разумная жизнь была «засеяна» некой сверхцивилизацией Прародителей. Сами Прародители после своих трудов куда-то исчезли, но остались расы-патроны (англ. Patron Lines). Они помогают другим разумным расам развиваться по цивилизационной лестнице, используя их в качестве клиентов. Этот процесс называется «Возвышение» (англ. Uplift), оно составляет план Прародителей, причём он приобрёл статус галактического закона, отступления от которого не допускаются.
В то время, когда люди вышли в космос, таких старших рас-патронов насчитывалось пять. Они представляют собой наиболее могущественные и старые расы, которые в своё время были возвышены другими, давно исчезнувшими расами-наставниками с помощью генной инженерии. Вокруг каждой образован союз, во главе каждого стоит Патрон, а возвышенные им расы находятся в подчинённом положении Клиентов.
Особенностью людей является отсутствие у них Патрона. Кроме того, люди смогли самостоятельно возвысить две расы на Земле — шимпанзе и дельфинов, причём шимпанзе сами тайно стали возвышать другие расы обезьян. Положение людей, избежавших многотысячелетней службы в качестве клиентов, и даже основавших свой собственный небольшой клан из трёх разумных видов, вызывает у обитателей галактики зависть. Одной из основ цивилизации Пяти галактик является Библиотека — общее хранилище знаний, наполняемое в течение сотен миллионов лет и, как свято уверены все обитатели галактик, давным-давно содержащее ответы на все вопросы. И только земляне из гордости и недоверия склонны проявлять скептицизм, не считать ответы Библиотеки истиной в последней инстанции, и даже выборочно проверять получаемую информацию. Когда в ходе одной из таких проверок корабль землян случайно обнаружил брошенный флот Прародителей, разразилась война за обладание информацией о флоте — Патроны подозревали, что он является ключом к местонахождению полумифических Прародителей. Людям, дельфинам и шимпанзе, а также их немногочисленным союзникам в галактике, предстоит отстоять своё место в Сообществе Пяти Галактик.

## Состав цикла
Сага о Возвышении (первая трилогия)
1. Sundiver (1980) — Прыжок в Солнце (= «Нырнувший в Солнце», «Солнечный ныряльщик»)
2. Startide Rising (1983) — Звёздный прилив (= «Начинается звездный прилив»)
3. The Uplift War (1987) — Война за Возвышение

Новая трилогия Возвышения (вторая трилогия)
1. Brightness Reef (1995) — Риф яркости
2. Infinity’s Shore (1996) — Берег бесконечности
3. Heaven’s Reach (1998) — Небесные просторы

К циклу примыкают:
- Aficionado (1998) — Поборник (короткий рассказ)
- Temptation (1998) — Искушение (рассказ, примыкает к «Берегу бесконечности»)